# Clem Tholet
Clem Tholet (1948 – 6 octobre 2004) est un chanteur, compositeur et musicien de folk de Rhodésie du Sud devenu célèbre dans les années 1960 et 1970 pour ses chansons patriotiques.

## Biographie
Clem Tholet est né à Salisbury en Rhodésie du Sud. Il commence à écrire des textes de chanson lors de ses études en art à Durban. L'un de ses premiers succès s'intitule Vagabond Gun avec laquelle il remporte en 1966 le grand prix du festival de musique sud-africaine.
De retour en Rhodésie, il travaille dans la publicité et se marie avec Jean Smith, la fille du premier ministre rhodésien Ian Smith. Tholet poursuit sa carrière dans la chanson et forme, avec deux compatriotes, Sue Eccles et Andy Dillon, un groupe folk appelé The Kinfolk qui s'installe à Johannesbourg. À la suite du départ de Sue Eccles, Tholet et Dillon forment un nouveau groupe avec Yvonne Raff qu'ils baptisent The Legend Trio.
Clem Tholet poursuit ensuite une carrière en solo et revient en Rhodésie en 1971 où il présente des émissions de variétés à la télévision nationale ainsi qu'à la radio.
Chanteur apprécié des rhodésiens et des sud-africains, il enregistre un album appelé Songs of Love & War consacré à la guerre du bush, opposant le gouvernement rhodésien aux guérillas des mouvements noirs de libération. L'album est disque d'or.
Tholet est alors appelé à enregistrer la bande musicale et les chansons d'un documentaire rhodésien appelé What A Time (1978) et le thème d'une chanson, Tsanga, Tsanga, sur les troupes combattantes de l'armée rhodésienne. Les deux titres sont des grands succès régionaux.
Il produit ensuite un second album intitulé Two Sides to Every Story avant de revenir en Afrique du Sud où il s'installe définitivement dans les années 1980.
Il meurt au Cap en 2004 après des années passées dans l'industrie de la publicité.

## Discographie

### Albums
| Album                    | Année | Label | Observations                                            |
| ------------------------ | ----- | ----- | ------------------------------------------------------- |
| Songs of Love & War      |       | Teal  | Gold Disc Award                                         |
| Two Sides to Every Story |       | Teal  |                                                         |
| Archives                 | 2004  | RND   | Commercialisé en faveur d'un fonds de pension rhodésien |

### Singles
| Chanson              | Année | Label      | Observations                              |
| -------------------- | ----- | ---------- | ----------------------------------------- |
| Vagabond Gun         | 1966  |            | Grand prix du South Africa Music Festival |
| The Cold Side        | 1968  | Renown     |                                           |
| Mirror of My Mind    | 1968  | Renown     |                                           |
| With Pen In Hand     | 1968  | Renown     |                                           |
| True Love is a Tear  | 1968  | Renown     |                                           |
| Vrystaat             | 1969  | Renown     |                                           |
| Rhodesians Never Die | 1973  | Blackberry |                                           |
| Hey, Hey Jerome      | 1973  | Blackberry |                                           |
| Peace Dream          | 1977  | Teal       |                                           |
| The Last Farewell    | 1978  | Teal       |                                           |
| Song for Johnny      | 1978  | Teal       |                                           |
| What a Time          | 1978  | Teal       |                                           |
| Zambesi, Zimbabwe    | 1980  | Stanyan    |                                           |
| Sunny Days and Rain  | 1980  | Stanyan    |                                           |
| Used Car Dealer      | 1980  | Stanyan    |                                           |
| Somebody Else’s Song | 1981  | Stanyan    |                                           |

### Musique de films promotionnels
| Titres             | Année | Label | Notes |
| ------------------ | ----- | ----- | ----- |
| What a Time        |       |       |       |
| What a Time it Was | 1978  |       |       |
| Golden Days        |       |       |       |
| With These Hands   |       |       |       |
| Peace Dream        |       |       |       |
| Another Hitler     |       |       |       |
| Tsanga, Tsanga     |       |       |       |

## Sources
- (en) Site présentant des musiciens rhodésiens dont Clem Tholet
- (en) Biographie de Clem Tholet

## Documents multimédias
- (en) What a time it was